# Roman Lunder
Roman Lunder, slovenski veteran vojne za Slovenijo, * 2. september 1961, Ribnica.

## Življenjepis
Lunder je bil eden izmed Slovencev, ki so bili ranjeni med slovensko osamosvojitveno vojno.

## Odlikovanja in priznanja
- Medalja za ranjence z meči (10. marec 1992)
- spominski znak Obranili domovino 1991
- bronasta medalja generala Maistra (11. maj 2000)
- spominski znak Hrast (10. april 2001)
- spominski znak Kanal (10. april 2001)
- spominski bojni znak Ribnica 1991
- bronasta medalja Slovenske vojske (5. julij 1994)
- medalja v službi miru (30. marec 2005)
- srebrna medalja Slovenske vojske (12. maj 2006)
- srebrna medalja generala Maistra 5. april 2014)
- spominski znak Val 1991
- spominski znak Postroj prve enote Slovenske vojske 1990
- spominski znak Kočevska reka 1991
- spominski znak Enota za posebne namene 1990–1991
- spominski znak Vojašnice 1991
- medalja SFOR
- medalja EUFOR